# Saubara
Saubara ist eine brasilianische Gemeinde im Bundesstaat Bahia. Die Bevölkerung betrug nach IBGE-Schätzungen von 2021 12.163 Einwohner (saubarense) bei einer Fläche von 166,4 km². Die Entfernung zur Hauptstadt Salvador beträgt 96 km.

## Bekannte Persönlichkeiten
- Neto Borges (* 1996), Fußballspieler